# Йозеф Зальмінгер
Йозеф Зальмінґер (нім. Josef Salminger; 5 березня 1903, Мюнхен, Німецька імперія — 1 жовтня 1943, Епір, Греція) — німецький офіцер, оберст вермахту. Кавалер Лицарського хреста Залізного хреста.

## Біографія
14 серпня 1943 року оберст-лейтенант Зальмінґер, командир 98-го гірсько-піхотного полку, отримав наказ підготуватися до «раптового нападу» на грецьке село Коммено. 15 серпня 1943 року він виголосив емоційну промову перед своїми солдатами, а наступного дня солдати 12-ї роти 98-го полку під командуванням обер-лейтенанта Віллібальда «Віллі» Ресера напали на Коммено і вбили 317 мешканців різного віку. Майор Райнгольд Клебе звинуватив у масових вбивствах командування.
1 жовтня 1943 року, під час повернення до Яніни, Зальмінґер потрапив у засідку партизан і загинув. Того ж дня генерал гірсько-піхотних військ Губерт Ланц, командир 22-го гірського корпусу, вшанував пам'ять Зальмінґера і наказав помститись за його смерть: «Зальмінґер був командиром батальйону і полку, який відзначився у сотні боїв на заході та Сході, чиї зразкова хоробрість і видатні лідерські якості назавжди залишаться у серцях його бійців і анналах історії полку. З благоговінням і вдячністю встановлюю прапор 22-го корпусу над могилою цього хороброго солдата. Я очікую, що 1-ша гірська дивізія помститься бандитам за це підступне вбивство безжальним ударом у відповідь за 20 кілометрів від місця вбивства.»

## Нагороди
- Медаль «За вислугу років у Вермахті» 4-го і 3-го ступеня (12 років)
- Медаль «У пам'ять 13 березня 1938 року» (8 листопада 1938)
- Залізний хрест 2-го і 1-го класу
- Штурмовий піхотний знак (1 липня 1940)
- Лицарський хрест Залізного хреста (31 серпня 1941) — як гауптман і командир 3-го батальйону 98-го грісько-піхотного полку 1-ї гірської дивізії.
- Орден Зірки Румунії, офіцерський хрест з мечами (1 листопада 1941)
- Медаль «За зимову кампанію на Сході 1941/42» (1 серпня 1942)
- Нагрудний знак «За поранення» в золоті (11 вересня 1942)
- Німецький хрест в золоті (9 жовтня 1942) — як майор і командир 3-го батальйону 98-го грісько-піхотного полку 1-ї гірської дивізії.
- Орден Залізного трилисника 2-го класу з вінком із дубового листя (Хорватія) (22 червня 1943)